# Unione Democratica Croata 1990
L'Unione Democratica Croata 1990 (croato: Hrvatska demokratska zajednica 1990, HDZ 1990) è un partito politico della Bosnia ed Erzegovina, rappresentativo della comunità croata, fondato nel 2006 da Božo Ljubić, fuoriuscito dall'Unione Democratica Croata di Bosnia ed Erzegovina.
In occasione delle elezioni parlamentari del 2006 ha dato vita alla coalizione «Croati Insieme» (Hrvatsko Zajedništvo).
Il partito è guidato da Ilija Cvitanović.